# Schizotricha multifurcata
Schizotricha multifurcata är en nässeldjursart som beskrevs av George James Allman 1883. Schizotricha multifurcata ingår i släktet Schizotricha och familjen Halopterididae.
Artens utbredningsområde är Södra Ishavet. Inga underarter finns listade i Catalogue of Life.